# Apamea conjuncta
Apamea conjuncta là một loài bướm đêm trong họ Noctuidae.